# FFA Cup 2016
Der FFA Cup 2016 ist die dritte Austragung des FFA Cups, des landesweiten australischen Fußball-Pokalwettbewerbs der Männer. Insgesamt nehmen 704 Fußballmannschaften an dem Wettbewerb teil. 32 Mannschaften erreichten die erste Hauptrunde, darunter die zehn Klubs der A-League 2015/16, der Meister der National Premier Leagues 2015 sowie 21 unterklassige Klubs, die sich in den regionalen Qualifikationsrunden durchsetzen. Titelverteidiger Melbourne Victory schied im Halbfinale gegen den Stadtrivalen Melbourne City FC aus.

## Qualifikationsrunden
In den verschiedenen regionalen Vorausscheidungen traten mehrere hundert Mannschaften an, um sich für einen von 21 zu vergebenden Hauptrundenplätze zu qualifizieren. Die zehn Teams der A-League (Adelaide United, Brisbane Roar, Central Coast Mariners, Melbourne City FC, Melbourne Victory, Newcastle United Jets, Perth Glory, Sydney FC, Wellington Phoenix, Western Sydney Wanderers) waren für die Hauptrunde gesetzt. Zudem erhielt der Meister der National Premier Leagues 2015 (Blacktown City FC) einen Startplatz. Alle neun Regionalverbände des australischen Fußballverbandes trugen Qualifikationsrunden aus. Die Verteilung der Qualifikationsplätze pro Regionalverband blieb im Vergleich zum Vorjahr unverändert, was zu folgender Verteilung führte:
| Regionalverband              | Startplätze | Qualifikanten (Ligaebene)                                                                                                 |
| ---------------------------- | ----------- | --- |
| New South Wales              | 5           | Bonnyrigg White Eagles FC (II), Manly United (II), Marconi Stallions (III), Sydney United (II), Wollongong Wolves FC (II) |
| Queensland                   | 4           | Brisbane Strikers (II), Far North Queensland FC (II), Redlands United FC (II), Surfers Paradise Apollo SC (III)           |
| Victoria                     | 4           | Bentleigh Greens SC (II), Green Gully SC (II), Hume City FC (II), Melbourne Knights (II)                                  |
| Northern New South Wales     | 2           | Edgeworth FC (II), Lambton Jaffas FC (II)                                                                                 |
| Western Australia            | 2           | Cockburn City SC (II), Floreat Athena (II)                                                                                |
| Australian Capital Territory | 1           | Canberra Olympic FC (II)                                                                                                  |
| South Australia              | 1           | North Eastern MetroStars (II)                                                                                             |
| Tasmania                     | 1           | Devonport City FC (II) |
| Northern Territory           | 1           | Shamrock Rovers Darwin FC (II)                                                                                            |

Die meisten Regionalverbände nutzen ohnehin bestehende Pokalwettbewerbe, um die Qualifikationsplätze zu vergeben.

## Erste Hauptrunde
Die erste Hauptrunde fand zwischen dem 27. Juli und dem 10. August 2016 statt. Die Begegnungen wurden am 30. Juni 2016 ausgelost. In der Klammer ist die jeweilige Ligaebene angegeben, in der der Verein in der Saison 2015/16 spielte.
| Datum                 |                                | Ergebnis              |                                  |
| --------------------- | ------------------------------ | --------------------- | -------------------------------- |
| 27.07.2016, 19:30 Uhr | Hume City FC (II)              | 1:1 n. V. (4:2 i. E.) | Marconi Stallions (III)          |
| 27.07.2016, 19:30 Uhr | Blacktown City FC (II)         | 6:2 n. V.             | Sydney United (II)               |
| 27.07.2016, 19:30 Uhr | Far North Queensland FC (II)   | 0:3                   | Edgeworth FC (II)                |
| 27.07.2016, 19:30 Uhr | Shamrock Rovers Darwin FC (II) | 0:6                   | Brisbane Strikers (II)           |
| 02.08.2016, 20:00 Uhr | Green Gully SC (II)            | 2:1                   | Central Coast Mariners (I)       |
| 02.08.2016, 20:00 Uhr | Western Sydney Wanderers (I)   | 3:2                   | Wellington Phoenix (I)           |
| 02.08.2016, 20:30 Uhr | North Eastern MetroStars (II)  | 3:3 n. V. (3:4 i. E.) | Bentleigh Greens SC (II)         |
| 02.08.2016, 20:30 Uhr | Floreat Athena (II)            | 1:2                   | Melbourne City FC (I)            |
| 03.08.2016, 19:30 Uhr | Redlands United FC (II)        | 2:1 n. V.             | Adelaide United (I)              |
| 03.08.2016, 19:30 Uhr | Newcastle United Jets (I)      | 1:3                   | Melbourne Victory (I)            |
| 03.08.2016, 19:30 Uhr | Canberra Olympic FC (II)       | 1:0                   | Surfers Paradise Apollo SC (III) |
| 03.08.2016, 19:45 Uhr | Bonnyrigg White Eagles FC (II) | 3:0                   | Manly United (II)                |
| 10.08.2016, 19:30 Uhr | Wollongong Wolves FC (II)      | 0:3                   | Sydney FC (I)                    |
| 10.08.2016, 19:30 Uhr | Brisbane Roar (I)              | 0:2                   | Perth Glory (I)                  |
| 10.08.2016, 19:30 Uhr | Devonport City FC (II)         | 1:0                   | Lambton Jaffas FC (II)           |
| 10.08.2016, 19:30 Uhr | Melbourne Knights (II)         | 2:1                   | Cockburn City SC (II)            |

## Zweite Hauptrunde
Die zweite Hauptrunde fand am 24. und 30. August 2016 statt. Die Begegnungen wurden am 10. August 2016 ausgelost. In der Klammer ist die jeweilige Ligaebene angegeben, in der der Verein in der Saison 2015/16 spielte.
| Datum                 |                          | Ergebnis  |                                |
| --------------------- | ------------------------ | --------- | ------------------------------ |
| 24.08.2016, 19:30 Uhr | Brisbane Strikers (II)   | 1:2       | Melbourne City FC (I)          |
| 24.08.2016, 19:30 Uhr | Canberra Olympic FC (II) | 2:0       | Redlands United FC (II)        |
| 24.08.2016, 19:30 Uhr | Blacktown City FC (II)   | 3:0       | Bonnyrigg White Eagles FC (II) |
| 24.08.2016, 19:30 Uhr | Hume City FC (II)        | 0:1       | Melbourne Victory (I)          |
| 30.08.2016, 20:00 Uhr | Edgeworth FC (II)        | 1:5       | Western Sydney Wanderers (I)   |
| 30.08.2016, 20:00 Uhr | Devonport City FC (II)   | 0:1 n. V. | Bentleigh Greens SC (II)       |
| 30.08.2016, 20:00 Uhr | Melbourne Knights (II)   | 1:3       | Green Gully SC (II)            |
| 30.08.2016, 20:30 Uhr | Perth Glory (I)          | 0:2 n. V. | Sydney FC (I)                  |

## Viertelfinale
Das Viertelfinale fand am 21. und 27. September 2016 statt. Die Begegnungen wurden am 30. August 2016 ausgelost. In der Klammer ist die jeweilige Ligaebene angegeben, in der der Verein in der Saison 2015/16 spielte.
| Datum                 |                          | Ergebnis |                              |
| --------------------- | ------------------------ | -------- | ---------------------------- |
| 21.09.2016, 19:30 Uhr | Blacktown City FC (II)   | 0:3      | Sydney FC (I)                |
| 21.09.2016, 19:30 Uhr | Melbourne City FC (I)    | 4:1      | Western Sydney Wanderers (I) |
| 27.09.2016, 19:30 Uhr | Bentleigh Greens SC (II) | 0:2      | Melbourne Victory (I)        |
| 27.09.2016, 19:30 Uhr | Canberra Olympic FC (II) | 1:0      | Green Gully SC (II)          |

## Halbfinale
Die Halbfinals fanden am 19. und 25. Oktober 2016 statt. Die Begegnungen wurden am 27. September 2016 ausgelost. In der Klammer ist die jeweilige Ligaebene angegeben, in der der Verein in der Saison 2015/16 spielte.
| Datum                 |                          | Ergebnis |                       |
| --------------------- | ------------------------ | -------- | --------------------- |
| 19.10.2016, 19:30 Uhr | Canberra Olympic FC (II) | 0:3      | Sydney FC (I)         |
| 25.10.2016, 19:30 Uhr | Melbourne Victory (I)    | 0:2      | Melbourne City FC (I) |

## Finale
| Melbourne City FC                          | Melbourne City FC | Sydney FC | Sydney FC |
| ------------------------------------------ | --- | --- | --------- |
| Melbourne City FC                          | \| Finale \| \| 29. November 2016 in Melbourne (AAMI Park) \| \| Ergebnis: 1:0 (0:0) \| \| Zuschauer: 18.751 \| \| Schiedsrichter: Peter Green \| \| Spielbericht \|                                                                              | \| Finale \| \| 29. November 2016 in Melbourne (AAMI Park) \| \| Ergebnis: 1:0 (0:0) \| \| Zuschauer: 18.751 \| \| Schiedsrichter: Peter Green \| \| Spielbericht \|                                                               | Sydney FC |
| Melbourne City FC                          | Dean Bouzanis – Neil Kilkenny, Osama Malik, Michael Jakobsen, Ivan Franjic – Luke Brattan, Tim Cahill (61. Anthony Caceres), Nicolás Colazo – Bruce Kamau (83. Nick Fitzgerald), Bruno Fornaroli, Fernando Brandán Cheftrainer: John van ’t Schip | Danny Vukovic – Rhyan Grant, Sebastian Ryall, Matthew Jurman, Michael Zullo – Brandon O’Neill (72. David Carney), Joshua Brillante, Miloš Ninković, Alex Brosque, Filip Hološko (62. Matt Simon) – Bobô Cheftrainer: Graham Arnold | Sydney FC |
| Melbourne City FC                          | 1:0 Tim Cahill (53.) | | Sydney FC |
| Melbourne City FC                          | Nick Fitzgerald (89.) | Brandon O’Neill (26.), David Carney (87.) | Sydney FC |
| Finale                                     | | |           |
| 29. November 2016 in Melbourne (AAMI Park) | | |           |
| Ergebnis: 1:0 (0:0)                        | | |           |
| Zuschauer: 18.751                          | | |           |
| Schiedsrichter: Peter Green                | | |           |
| Spielbericht                               | | |           |

## Torschützenliste
Nachfolgend sind die besten Torschützen der Pokalsaison (ohne Qualifikation) aufgeführt. Bei gleicher Anzahl an Toren sind die Spieler alphabetisch sortiert.
| Platz | Spieler             | Mannschaft               | Tore |
| ----- | ------------------- | ------------------------ | ---- |
| 01    | Patrick Antelmi     | Blacktown City FC        | 5    |
| 02    | Liam Boland         | Green Gully SC           | 3    |
|       | Bruno Fornaroli     | Melbourne City FC        | 3    |
| 04    | Stipo Andrijašević  | Melbourne Knights FC     | 2    |
|       | Besart Berisha      | Melbourne Victory        | 2    |
|       | Fernando Brandán    | Melbourne City FC        | 2    |
|       | David Carney        | Sydney FC                | 2    |
|       | Dino Đulbić         | Perth Glory              | 2    |
|       | Joey Gibbs          | Blacktown City FC        | 2    |
|       | Greig Henslee       | Brisbane Strikers        | 2    |
|       | Angelo Konstantinou | Canberra Olympic FC      | 2    |
|       | Daniel McBreen      | Edgeworth FC             | 2    |
|       | Scott Neville       | Western Sydney Wanderers | 2    |
|       | Brendon Šantalab    | Western Sydney Wanderers | 2    |
|       | Lachlan Scott       | Western Sydney Wanderers | 2    |
|       | Matt Simon          | Sydney FC                | 2    |